# Hyoscyamus desertorum
Hyoscyamus desertorum là loài thực vật có hoa trong họ Cà. Loài này được (Aschers. & Boiss.) Tackholm mô tả khoa học đầu tiên năm 1942.